# ヨハン・ハインリッヒ・フォス

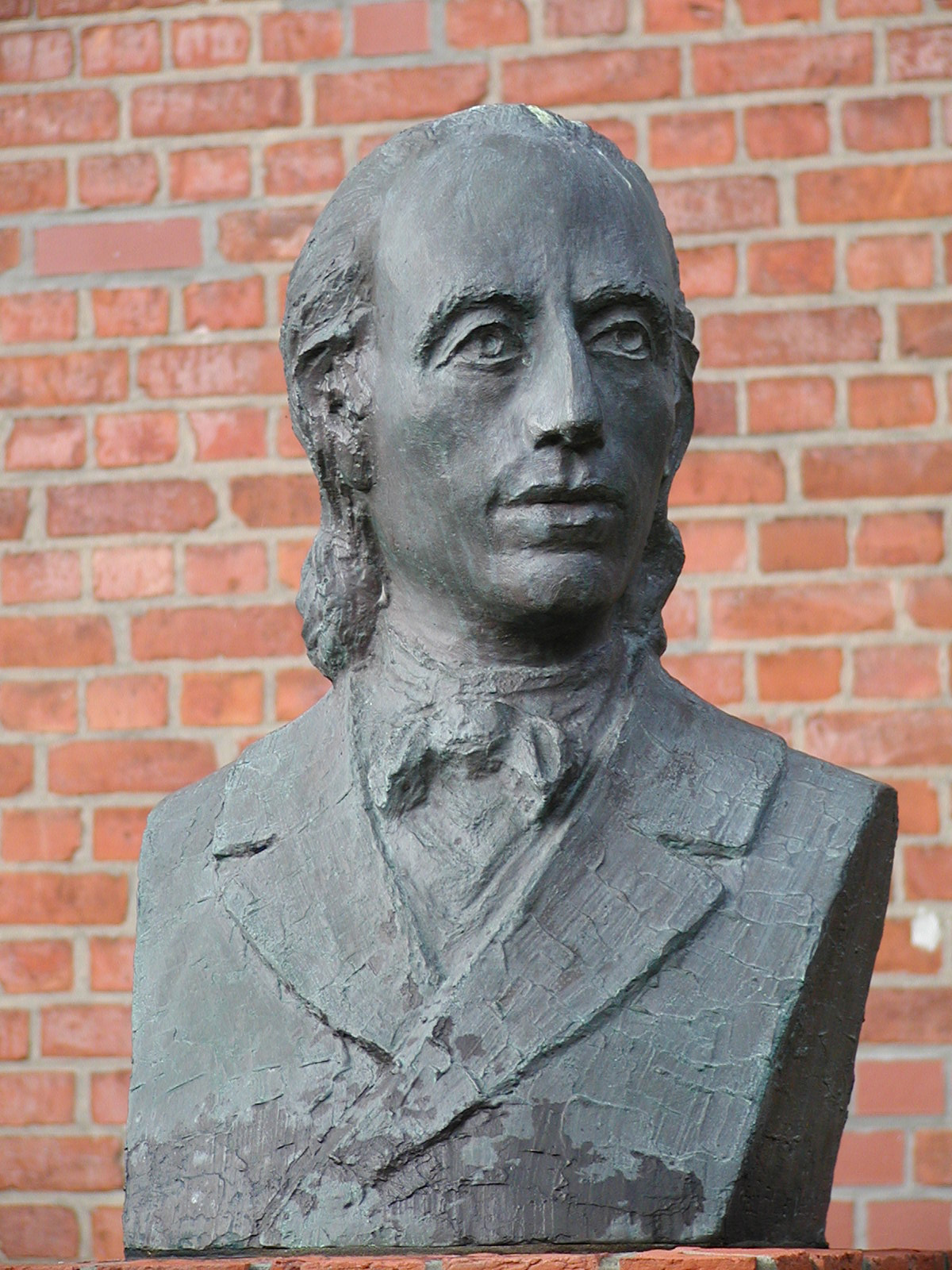
フォスの胸像、オッテルンドルフ

ヨハン・ハインリッヒ・フォス（Johann Heinrich Voß(Voss)、1751年2月20日 - 1826年3月29日）は、ドイツの詩人、翻訳家。

## 概要
メクレンブルク＝シュトレーリッツ（現在のメクレンブルク＝フォアポンメルン州）の農家に生まれる。祖父は農奴だった。ノイブランデンブルクのギムナジウムに就学（1766年 - 1769年）の後、1772年に学費を家庭教師をして稼ぎながらゲッティンゲン大学に通い、文献学と言語学を学ぶ。「詩人年鑑」り発行に携わり、それで多少の収入を得た。彼の周囲に若い詩人が集まり、それがゲッチンガー・ハイン同盟となる。ハイン(神苑)は、ギリシアのパルナッソス山にちなんで名付けられた。ドイツの詩神の憩う場所の意味をもたせたものである。ホメーロスの作品を初めギリシャ・ローマの古典文学をドイツ語に多く翻訳したことで知られる。1775年彼はゲッチンゲンを去って、ハンブルクに移る。相変わらず、財力の乏しかった彼は、町中には住めず、郊外のオッターンドルフという村に住んだ。３年ほど職探しに奮闘し、小さなラテン語学校の校長に就任する。彼はギリシアの牧歌を、近代の市民のためにヘクサメーター叙事詩として復活させた。「七十歳の誕生日」という作品が知られている。

## 著作
- Die Leibeigenschaft, 1776, Lauenburger Musenalmanach.
- Luise. Ein laendliches Gedicht in drei Idyllen（「ルイーゼ」）, 2. Aufl., Königsberg Nicolovius, 1798.
- Abriß meines  Lebens. Karben: Wald-Verl., 1996 (Repr. d. Ausg. Rudolstadt 1818).
- Briefe, hrsg. von Abraham Voß. Hildesheim: Olms, 1971 (Repr. d. Ausg. Halberstadt 1829-1833).
- Sämmtliche poetische Werke, hrsg. von Abraham Voß. Leipzig: Müller, 1835.
- Gedichte, Auswahl und einführende Texte: Klaus Langenfeld. Husum: Husum Druck- und Verlagsgesellschaft, 2001 .
- Die kleinen Idyllen, Mit einer Einführung zum Verständnis der Idyllen und einem Nachwort herausgegeben von Klaus Langenfeld. Stuttgart: Akademischer Verlag Heinz, 2004.